# Anapatetris crystallista
Anapatetris crystallista är en fjärilsart som beskrevs av Edward Meyrick 1911. Anapatetris crystallista ingår i släktet Anapatetris och familjen stävmalar. Inga underarter finns listade i Catalogue of Life.